# Gal Sapir
Gal Sapir (Hebreeuws: גל ספיר) (Tel Aviv, 10 juni 1990) is een Israëlisch-Nederlands voetballer die als centrale verdediger speelt.

## Clubcarrière
Vanaf het seizoen 2009–2010 kwam hij 3 jaar uit voor Hapoel Rishon LeZion dat in het seizoen 2011-2012 in de Ligat Ha'Al, de hoogste divisie van Israël speelde. In dat seizoen degradeerde deze club echter naar de Liga Leumit. Sapir speelde 88 wedstrijden bij de club waarin hij 2 keer scoorde. Tevens was hij in seizoen 2009/2010 international voor het Israëlisch voetbalelftal onder de 21 jaar. In het seizoen 2012-2013 speelde Sapir voor Telstar, maar kwam daar niet aan bod. Na een korte periode in Georgië, keerde hij terug naar Israël.

## Cluboverzicht
| Seizoen   | Club>                | Competitie     | Wedstrijden | Goals |
| --------- | -------------------- | -------------- | ----------- | ----- |
| 2009/2010 | Hapoel Rishon LeZion | Liga Leumit    | 28          | 0     |
| 2010/2011 | Hapoel Rishon LeZion | Liga Leumit    | 32          | 2     |
| 2011/2012 | Hapoel Rishon LeZion | Ligat Ha'Al    | 28          | 0     |
| 2012/2013 | Telstar              | Jupiler League | 0           | 0     |